# Steinrode
Steinrode is een voormalige gemeente in de Duitse deelstaat Thüringen, en maakt deel uit van de Landkreis Eichsfeld. De gemeente ontstond op 1 juli 1950 door de fusie van de plaatsen Epschenrode en Werningerode. Sinds 1 december 2011 behoort het gebied tot de landgemeente Sonnenstein.

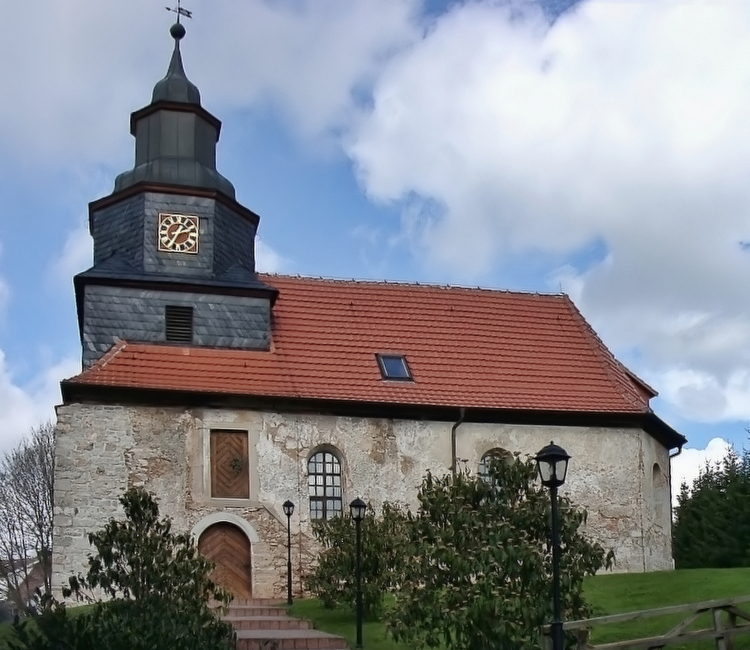
Kerk in Wernignerode
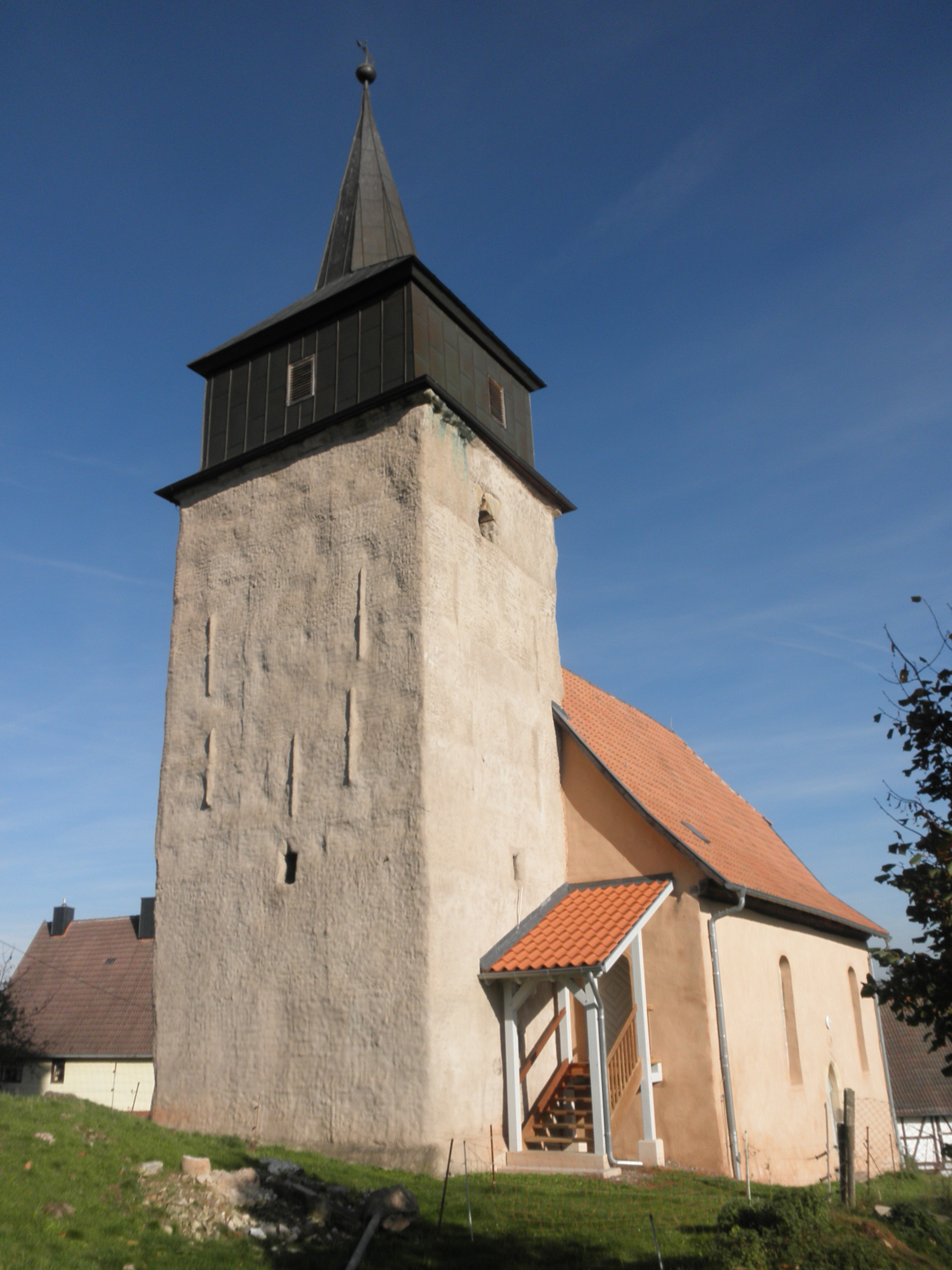
Kerk in Epschenrode